# Alfred Enoch
Alfred Lewis Enoch (Westminster, 2 de desembre de 1988) és un actor anglès, conegut principalment per interpretar en Dean Thomas a la saga cinematogràfica Harry Potter, així com en Wes Gibbins a la sèrie de televisió How to Get Away with Murder.

## Biografia
Enoch va néixer a Westminster, a Londres, fill del també actor William Russell Enoch i de la seva segona muller, la física brasilera Etheline Margareth Lewis. Va assistir a la Westminster School, una reconeguda escola pública de Londres. Parla fluidament el portuguès, graduant-se en portuguès i castellà al Queen's College. El 2001 va ser seleccionat per interpretar en Dean Thomas a Harry Potter i la pedra filosofal. Enoch apareixeria a set de les vuit pel·lícules de Harry Potter, a més de donar veu al seu personatge en els videojocs.
Després de la saga Harry Potter, Enoch va actuar en diverses obres de teatre a Londres, entre les que es troben Coriolà, Timó d'Atenes, Antígona, Happy New Year, i The Ballard of Salomon Pavey. Va interpretar Bainbridge, el guarda sagnant, a l'episodi "The Sign of Three" de la sèrie de televisió Sherlock. El 2011 Enoch va aparèixer al London Film and Comic Con.
El 2014 Enoch va ser seleccionat per interpretar el personatge Wes Gibbins a la sèrie de televisió How to Get Away with Murder, de l'ABC i produïda per Shonda Rhimes. Per aquest paper, Enoch va ser nominat als premis NAACP els anys 2015 i 2016.
El 2016 Enoch va interpretar Edgar/Poor Tom a l'obra El Rei Lear, realitzada per la Talawa Theatre Company al Manchester Royal Exchange, per la qual va guanyar-se molt reconeixement per la seva caracterització del personatge.

## Filmografia
| Any  | Títol                                            | Paper       | Notes |
| ---- | ------------------------------------------------ | ----------- | ----- |
| 2001 | Harry Potter i la pedra filosofal                | Dean Thomas |       |
| 2002 | Harry Potter i la cambra secreta                 | Dean Thomas |       |
| 2004 | Harry Potter i el pres d'Azkaban                 | Dean Thomas |       |
| 2005 | Harry Potter i el calze de foc                   | Dean Thomas |       |
| 2007 | Harry Potter i l'Orde del Fènix                  | Dean Thomas |       |
| 2009 | Harry Potter i el misteri del Príncep            | Dean Thomas |       |
| 2011 | Harry Potter i les relíquies de la Mort - Part 2 | Dean Thomas |       |

| Any          | Títol                       | Paper         | Notes                                          |
| ------------ | --------------------------- | ------------- | ---------------------------------------------- |
| 2012         | National Theatre Live       | Philotus      | Episodi: "Timon of Athens"                     |
| 2013         | Broadchurch                 | Sam Taylor    | Episodi: "1.1"                                 |
| 2013         | Mount Pleasant              | Alex          | Episodi: "3.7"                                 |
| 2014         | Sherlock                    | Bainbridge    | Episodi: "The Sign of Three"                   |
| 2014         | National Theatre Live       | Titus Lartius | Episodi: "Coriolanus"                          |
| 2014–present | How to Get Away with Murder | Wes Gibbins   | 30 episodis Nominat – Premis NAACP 2015 i 2016 |